# 2038 Bistro
A 2038 Bistro (ideiglenes jelöléssel 1973 WF) a Naprendszer kisbolygóövében található aszteroida. Paul Wild fedezte fel 1973. november 24-én.